# Vriesiasläktet

Vrieseasläktet (Vriesea) är ett släkte i familjen ananasväxter med cirka 200 arter. Arterna förekommer i Amerika, från Mexiko till Västindien, Argentina och Uruguay. Några arter och hybrider odlas som krukväxter i Sverige.
Vrieseasläktet innehåller stamlösa, fleråriga örter med blad i rosett. De växer vanligen som epifyter. Blomställningen är vanligen ett praktfullt, tvåsidigt ax. Blommorna är tvåkönade med fria eller nästan fria foderblad. Kronbladen är fria eller sammanväxta vid basen till en kort blompip.
Släktet är uppkallat efter Willem Hendrik de Vriese (1806-1862), en holländsk botaniker och fysiker. 

## Hybrider
Vrieseasläktets arter har korsats med arter i andra släkten och några av dessa hybrider har fått namn:
- ×Guzvriesea A.D. Hawkes - är hybrider med arter i juvelblomssläktet (Guzmania).
- ×Vriecantarea J.R. Grant - är hybrider med arter i Alcantarea.
- ×Vrieslandsia Ch. Chevalier - är hybrider med arter i tillandsiasläktet (Tillandsia).

### Webbkällor
- Bromeliad Encyclopedia
- Wikimedia Commons har media som rör Vriesiasläktet.